# دقائق كبريتية أحادية الخلية
دقائق كبريتية أحادية الخلية (الاسم العلمي: Thiomonas) هي جنس من البكتيريا، سلبية الغرام، تتبع فصيلة الكوماموناسيات.